# Paralimnus chalchingolus
Paralimnus chalchingolus är en insektsart som beskrevs av Dlabola 1967. Paralimnus chalchingolus ingår i släktet Paralimnus och familjen dvärgstritar. Inga underarter finns listade i Catalogue of Life.